# Divisionskavallerie
Als Divisionskavallerie wurden im Ersten Weltkrieg die den Infanterie-Divisionen zugeordneten Eskadronen der Kavallerie-Regimenter des deutschen Heeres und der Landstreitkräfte Österreich-Ungarns bezeichnet.

## Erster Weltkrieg

### Deutsches Reich
Bei der Mobilmachung 1914 wurde die Friedensgliederung der Divisionen aufgegeben und die Kavallerie-Regimenter teilweise neuen Großverbänden zugewiesen.
Die Aufgaben der Divisionskavallerie waren
- Taktische Aufklärung vor der Division,
- Aufklärungs- und Sicherungspatrouillen bei den Infanterie-Regimentern,
- Stellen von Meldereitern, teilweise mit Relaisstationen, zur Verbindung
  - zwischen der Division und ihren Infanterie-Regimentern
  - zwischen und innerhalb der Infanterie-Regimenter.

Das Regiment war also in der Regel nicht geschlossen eingesetzt, sondern eskadrons- oder zugweise, ein Zug befand sich beim Stabsquartier der Division.
Diese Aufgaben der Divisionskavallerie vor dem Übergang zum Stellungskrieg sind – wenn auch der damaligen Zeit entsprechend heroisierend – anschaulich im folgenden Bericht dargestellt:

„Die 20. Ulanen als Divisionskavallerie
… und so waren es denn recht ausgedehnte Aufklärungsaufträge, die dem Regiment zuteilwurden. Wir waren dafür glänzend gerüstet durch eine sorgsame Schulung im Frieden. … Zu Beginn des Krieges waren wir nicht verlegen um Patrouilleführer; in jeder Schwadron gab es noch eine Fülle von Offizieren und Unteroffizieren, die seit Jahren nur darauf warteten, was sie im Winter auf der Karte, im Sommer beim Felddienst und bei den Herbstübungen geübt hatten, nun auch vor dem Feind zu erproben.
… Das Bild der Lage … formte sich auch aus dem, was über den Umweg über die Vorhut, den Führer der Seitendeckung, unserem Regimentskommandeur direkt oder indirekt von den Ulanen der Division zuging. Das war das Ergebnis der kleineren Patrouillen, die, nicht wie die großen mit einem viel Spielraum lassenden, große Selbständigkeit gewährenden Auftrag entsandt waren, die vielmehr eine ganz bestimmte Frage zu beantworten, einen ganz bestimmten, oft mit dem Finger im Gelände zu zeigenden Abschnitt zu erkunden hatten. Auch ihnen ist oft das Glück zuteilgeworden, durch schnelles Erkennen des Vorgangs beim Feinde, durch schnelles zu Papier bringen oder in Worte fassen und durch schleuniges Übermitteln an alle in Betracht kommenden Stelle, den Bataillonskommandeur, den Artillerieführer, das eigene Regiment, die Division, zu der letzteren taktischen Erfolgen beizutragen; und deren wohlerworbener Ruhm, unwiderstehlich und unüberwindlich zu sein, beruht mit auf der Kühnheit und Ausbildung der Patrouillenführer und der Meldreiter des Ulanenregiments.
 So waren wir denn auch - wohlgemerkt solange der Bewegungskrieg währte – wohlgelitten in der ganzen Division; bis zum kleinen Infanterieposten herab wurde nach Meldereitern, auch über das Maß des Leistungsvermögens hinaus, nach Meldereitern verlangt
…Aber das Ulanenregiment war nicht nur das Organ für die Aufklärung bei der Division, nicht nur ein Sammelbecken für die Gestellung eines Zuges zu ihrem Stabsquartier und von Meldereitern und Sicherungspatrouillen zu Brigaden, Regimentern Bataillonen, es hatte ja auch eine gewisse Gefechtskraft, über die jeweils im Divisionsbefehl, ob er nun einen Vormarsch, einen Angriff, eine Verfolgung aussprach, verfügt werden mußte. Da war etwa am Vormittag der Angriff in der einen Flanke sprungweise zu  begleiten, unter Verbindung mit der Nachbardivision, eine entstehende Lücke zu schließen; mittags ging es dann in einem großen Bogen nach dem anderen Flügel zur Bedeckung der Artillerie, gegen Abend zogen wir nach der Mitte zu Verfügung der Division, am anderen Morgen waren wir bei der Vorhut. Verbindungsabteilungen, stehende Patrouillen, Sicherungspostierungen, Patrouillen zur Weg- und Geländeerkundung, die Patrouille vor der Spitze, Postierungen zum Weiterweisen von Meldereitern – alles mehrmals am Tage – waren zu entsenden, außerdem laufend die Aufklärung, deren Ziele wechselten mit der Lage und von der daher am Tage nie unter 2, aber bis zu 5 Wellen von uns ausgingen. Da war es kein Wunder, daß gewöhnlich am Abend, wenn es hieß „wer noch nicht draußen war rechts raus“ nur wenige noch ihre müden Rößlein mit der Aussicht auf eine Nachtpatrouille herauszogen.
… Wenn man die Kilometerzahl, um welche die Division jeweils nach vorwärts gekommen war, verdoppelt, dann wird man wohl das Mindeste haben, was das Regiment jeweils an Marsch hinter sich hatte, und mit dem Dreifachen wird man wohl die Leistung der meisten Entsendungen treffen.“
Auch im Stellungskrieg wurden Offiziere der Divisionskavallerie bevorzugt für wichtige Erkundungen eingesetzt.
Bei der Neugliederung der Infanterie-Divisionen ab 1916 wurde den Infanterie-Divisionen nur noch eine Eskadron Kavallerie unterstellt. Die somit nicht mehr erforderlichen Stäbe der Kavallerie-Regimenter wurden zur Führung von Infanterie-Regimentern oder zu Sonderaufgaben (Beispiel hier) eingesetzt.

### Österreich-Ungarn
Im Ersten Weltkrieg wurden die Kavallerie-Regimenter der Landstreitkräfte Österreich-Ungarns zum Teil Eskadrons-weise auf die Infanterie-Truppendivisionen, Korps- und Armeestäbe als sogenannte Divisionskavallerie aufgeteilt. Dort versahen sie vergleichbar zum deutschen Heer Dienste als Aufklärungs- und Meldereiter sowie als Sicherungs-Detachements. Die meisten der Regimenter mussten jedoch bald die Pferde abgeben (soweit sie noch welche hatten) und kamen danach zum infanteristischen Einsatz.

## Zweiter Weltkrieg
In der Wehrmacht gab es den Begriff Divisions-Kavallerie nicht mehr. Nach Auflösung der meisten Kavallerie-Divisionen 1936 blieben einige weiterhin bestehende Kavallerie-Regimenter zum Einsatz bei den Infanterie-Divisionen vorgesehen. Bei der Mobilmachung 1939 stellten sie die Aufklärungs-Abteilungen der Divisionen der 1. und 2. Welle.

## Verweise